# Crataegus pearsonii
Crataegus pearsonii är en rosväxtart som beskrevs av William Willard Ashe. Crataegus pearsonii ingår i Hagtornssläktet som ingår i familjen rosväxter. Inga underarter finns listade i Catalogue of Life.